# 家島町
家島町（いえしまちょう）は、兵庫県にあった町。飾磨郡に属していた。自治体としては2006年（平成18年）3月27日に姫路市へ編入合併されて消滅したが、現在は姫路市の広域地名として「家島町」の名前が残存している。
本項では町制施行前の家島村（いえしまむら）についても述べる。

## 地理
兵庫県南西部、姫路市から赤穂市の沖合い15 - 18kmの瀬戸内海・播磨灘に浮かぶ大小40余の島々から構成される。町民は家島・坊勢島（ぼうぜじま）・男鹿島（たんがしま）・西島の4島に住む。役場のある家島に人口の約6割が集中している。なお、姫路市役所家島事務所によれば、「家島（いえしま）」はかつて（現在も年配者には）「えじま」ともよばれていたという。

### 隣接していた自治体
（いずれも海上）
- 姫路市、たつの市、相生市、赤穂市
- 香川県小豆郡：土庄町、小豆島町

## 歴史
- 1879年（明治12年）家島諸島が揖東郡から飾東郡に編入
- 1889年（明治22年）4月1日 町村制の施行により、飾東郡真浦・坊勢浦・宮浦の区域をもって家島村が発足
- 1896年（明治29年）4月1日 家島村の所属郡が飾磨郡に変更
- 1928年（昭和3年）11月10日 家島村が町制施行して家島町となる
- 1934年（昭和9年）9月 室戸台風により帆船漁船が多く損壊
- 1940年（昭和15年）2月 家島港内に陸軍戦闘機墜落（2名殉職）
- 1945年（昭和20年）2月 西島全島大火災
- 1945年（昭和20年）3月 ドイツ軍潜水艦が家島港に入港
- 1945年（昭和20年）7月 アメリカ軍の空襲により、船舶沈没、負傷者などの被害を出す
- 1947年（昭和22年）4月 学制改革により家島・坊勢の両小学校、家島中学校、家島中学校坊勢分校発足
- 1949年（昭和24年）10月 米軍偵察機、男鹿田の浜へ不時着
- 1950年（昭和25年）9月 家島群島が瀬戸内海国立公園に編入される
- 1952年（昭和27年）3月 姫路東高等学校家島分校を設置
- 1957年（昭和32年）4月 役場庁舎新築工事完成
- 1959年（昭和34年）7月 家島群島総合学術調査が実施され、名誉団長として三笠宮崇仁親王が来島
- 1961年（昭和36年）9月 第2室戸台風。家屋に被害が出る
- 1965年（昭和40年）6月 庁用船「いえしま」進水
- 1970年（昭和45年）2月 男鹿島で大火災発生、山林の大部分を焼失
- 1972年（昭和47年）8月 播磨灘で赤潮が大量発生。養殖業に打撃
- 1973年（昭和48年）12月 海水淡水化施設着工（昭和50年6月完成）
- 1974年（昭和49年）7月 6日に梅雨前線による集中豪雨。島内で山腹崩壊、土石流が相次ぐ。家の下敷きになるなどして死者・行方不明者6人、重軽傷者7人[1]。
- 1978年（昭和53年）11月 役場庁舎新築工事完成。町制50周年記念式典
- 1979年（昭和54年）10月 海水淡水化貯水施設を整備
- 1982年（昭和57年）5月 兵庫県立「母と子の島の島野外活動センター」開設
- 1984年（昭和59年）4月 姫路東高等学校家島分校が兵庫県立家島高等学校として独立
- 1987年（昭和62年）7月 男鹿簡易水道事業完成。全町完全給水となる。
- 1988年（昭和63年）11月 町制60周年記念式典
- 1995年（平成7年）1月 兵庫県南部地震（阪神・淡路大震災）発生。家島で震度3を記録
- 2005年（平成17年）客船「ささゆり」引退
- 2006年（平成18年）3月27日 合併により、姫路市となる。

合併後の住所表記は「飾磨郡家島町」が「姫路市家島町」に変更され、それまでの大字は全て「家島町」を頭に付ける（「宮」の場合は「家島町宮」のような）形となった。

## 行政

### 歴代町長
- 初代：琴塚菊松（昭和3年11月- 2期）
- 2代：三木尚之（昭和12年8月- 1期）
- 3代：三木吉四郎（昭和15年12月- 1期）
- 4代：楠長純（昭和19年12月- 1期）
- 5代：北沢元輔（昭和22年4月- 1期）
- 6代：竹内興助（昭和22年12月- 1期）
- 7代：楠長純（昭和26年12月- 1期）
- 8代：竹内興助（昭和30年12月- 1期）
- 9代：高島庄太郎（昭和34年4月- 1期）
- 10代：島野佐一（昭和37年11月- 1期）
- 11代：村林順一郎（昭和41年11月- 1期）
- 12代：島野佐一（昭和45年11月- 1期）
- 13代：畑野實雄（昭和48年4月- 2期）
- 14代：津田教男（昭和52年4月- 1期）
- 15代：畑野實雄（昭和56年4月- 3期）
- 16代：橘繁善（平成2年6月- 1期）
- 17代：鍬方志郎（平成6年9月- 2期）
- 18代：芝原英三（平成14年4月-平成18年3月）

## 経済
昭和30 - 40年には海運・砕石・漁業により離島としては例外的に人口の維持を続けてきたが、島内人口の少子化及び高齢化、慢性的な不況の影響等により各産業の近代化が期待されている。

### 産業
- 海運業、砕石業、水産業、観光業など

## 地域

### 教育
- 兵庫県立家島高等学校: 所在地は家島。
- 家島町立家島中学校: 自主・協力・合理の校訓を三枚羽根のスクリューをモチーフにして校章にしている。所在地は家島。
- 家島町立坊勢中学校: 所在地は坊勢島。
- 家島町立家島小学校: 所在地は家島。
- 家島町立坊勢小学校: 所在地は坊勢島。
- 家島町立家島幼稚園 : 認可定員は140人。昭和49年に設立。所在地は家島。
- 家島町立坊勢幼稚園: 認可定員は140人。家島町立坊勢児童館が隣接する。昭和49年に設立。所在地は坊勢島。

現在は町立各校、幼稚園とも姫路市立。

## 交通

### 海上
- 高速いえしま（姫路港 - 家島・真浦港：25分）
運賃 片道：大人1,000円・小人200円
- 高福ライナー（姫路港 - 家島・真浦港、宮港：30分）
運賃 片道：大人900円・小人450円
- 坊勢汽船〔姫路港 - 男鹿島 - 坊勢島 - 母と子の島（西島）〕
姫路港 - 坊勢島: 45分、姫路港 - 男鹿島: 30分、坊勢島 - 母と子の島間は不定期航路
運賃
姫路 - 坊勢 往復：大人1,940円・小人970円 片道：大人1,020円・小人510円
姫路 - 男鹿 往復：大人1,870円・小人940円 片道：大人980円・小人490円
- ラピート桂〔姫路港 - 坊勢島 - 母と子の島（西島）〕
姫路港 - 坊勢島: 30分、坊勢島 - 母と子の島間は不定期航路
運賃 片道：大人1,000円・小人500円

このほか海上タクシーも利用可能。

### 道路
一般県道
兵庫県道425号宮真浦線
兵庫県道426号網手の浜加野線
兵庫県道427号坊勢島線

## 名所・旧跡・観光スポット・祭事・催事
- 家島十景 - 間浦古郭、天満霊樹、監館眺望、白髭霊嗣、宮浦夜泊、赤坂清水・櫻谷雪景、観音崎月、坊勢寺跡、淡賀楯崎、松島野馬
- 兵庫県立いえしま自然体験センター
- B&G家島海洋センター
- 青井の浜海水浴場

## 出身者
- パンチけいすけ - 元Ｗパンチ（漫才師）
- 安井純子 - プロゴルファー
- マミ熊野 - 元女子プロレスラー
- 山崎五紀[2] - 元女子プロレスラー（全日本女子プロレス所属）